# Sakurajima
Sakurajima (japansk: 桜島, bogstaveligt: "Kirsebærblomst-ø") er en aktiv stratovulkan, som tidligere var en ø og nu er en halvø, i Kagoshima-præfekturet på øen Kyushu i Japan. Lavastrømmene fra et udbrud i 1914 forbandt den med Ōsumihalvøen. Det er den mest aktive vulkan i Japan.
Vulkanen er per 2021 og 2022 stadig aktiv med nedfald af vulkansk aske på omgivelserne. 51 mennesker som bor tæt på vulkaen blev evakueret efter et udbrud 24. juli 2022. Tidligere udbrud skabte regionens hvide sandhøjland. I 2016 forudsagde et hold af eksperter fra Bristol University og Sakurajima Vulkanforskningscenter i Japan at vulkanen kunne få et større udbrud inden for 30 år.
Sakurajima er en stratovulkan. Den har tre toppe, Kita-dake (den nordlige top), Naka-dake (den central top) og Minami-dake (den sydlige top), som er aktiv nu.
Kita-dake er den højeste top med en højde på 1.117 m over havets overflade. Bjerget ligger i en del af Kagoshima-bugten som hedder som Kinkō-wan. Den tidligere ø, nu halvø, tilhører kommunen Kagoshima. Arealet af den vulkanske halvø er omkring 77 km2.

## Historie

### Geologisk historie
Sakurajima er i 25 km bred lang caldera, Aira caldera, som blev dannet i et enormt udbrud for omkring 22.000 år siden. Flere hundrede kubikkilometer aske og pimpsten blev slynget ud, hvilket fik magmakammeret under udbruddets åbninger til at kollapse. Den resulterende caldera er over 20 km bred. Der faldt tefra faldt så langt som 1.000 km fra vulkanen. Sakurajima er en nutidig aktiv efterfølger til Aira caldera-vulkanen.
Sakurajima blev dannet af senere aktivitet i calderaen, som begyndte for omkring 13.000 år siden. Den er omkring 8 km syd for midten af calderaen. Dets første udbrud i registreret historie var i år 963. De fleste af dens udbrud er stromboliske og påvirker kun topområderne, men større pliniske udbrud har fundet sted i 1471-1476, 1779-1782 og 1914.
Vulkanaktiviteten ved Kita-dake sluttede omkring 4.900 år siden: Senere udbrud har været centreret om Minami-dake. Siden 2006 har aktiviteten været centreret om Showa-krateret, øst for toppen af Minami-dake.

### Udbruddet i 1914
Udbruddet i 1914 begyndte den 11. januar og var det kraftigste i det tyvende århundrede i Japan. Vulkanen havde været i dvale i over et århundrede indtil 1914. Næsten alle beboere havde forladt øen i de foregående dage, da flere store jordskælv havde advaret om at et udbrud kunne være nært forestående. Til at begynde med var udbruddet meget eksplosivt med udbrudssøjler og pyroklastiske strømme. Efter et meget stort jordskælv den 13. januar 1914 som dræbte 58 mennesker, kom store lavastrømme som fyldte det smalle stræde mellem øen og fastlandet og gjorde den til en halvø. Lavastrømme er sjældne i Japan; fordi indholdet af silica i magmaen er højt, er eksplosive udbrud er langt mere almindelige, men lavastrømmene ved Sakurajima fortsatte i flere måneder. Øen voksede og opslugte flere mindre øer i nærheden og blev til sidst forbundet med fastlandet med en smal landtange. Dele af Kagoshima-bugten blev betydeligt mere lavvandede, og det gjorde tidevandet højere.
Under de sidste stadier af udbruddet sænkede tømningen af det underliggende magmakammer midten af Aira Caldera med omkring 60 cm. Dette viste at Sakurajima trækker magma fra det samme magma-reservoir, som det historiske caldera-dannende udbrud brugte. Udbruddet gav inspiration til den amerikanske film The Wrath of the Gods fra 1914 med fokus på en familieforbandelse, der tilsyneladende forårsager udbruddet.

### Nyere udbrud
Sakurajimas aktivitet blev mere fremtrædende i 1955, og vulkanen har været i udbrud næsten konstant lige siden. Der sker tusindvis af små eksplosioner hvert år, som kaster aske op til højder på flere kilometer over bjerget. Sakurajima Vulkanobservatoriet blev oprettet i 1960 til at overvåge disse udbrud.
Overvågning af vulkanen og forudsigelser om store udbrud er særligt vigtige, fordi den ligger i et tæt befolket område, med byen Kagoshimas 680.000 indbyggere kun få kilometer fra vulkanen. Byen gennemfører regelmæssige evakueringsøvelser, og der er bygget en række shelters, hvor folk kan søge tilflugt fra nedfald af vulkansk materiale.
I lyset af den fare den udgør for nærliggende befolkninger, blev Sakurajima udpeget som en dekadevulkan i 1991, hvilket identificerede den som værd at undersøge nærmere som en del af FN's Internationale Decade for Natural Disaster Reduction.
Sakurajima er en del af Kirishima-Yaku Nationalpark, og dens lavastrømme er en stor turistattraktion. Området omkring Sakurajima indeholder flere varme kilder. Et af Sakurajimas vigtigste landbrugsprodukter er en enorm hvid radise på størrelse med en basketball (Sakurajima daikon).
Den 10. marts 2009 brød Sakurajima ud og sendte materiale til en højde på op til 2 km. Et udbrud var forventet efter en række mindre eksplosioner. Det menes ikke at der skete skader.
Et udbrud fandt sted fra Minami-dake topkrateret kl. 5:38 søndag den 9. august 2010, hvilket sendte vulkansk materiale op til 5 km's højde.
I 2011 og 2012 havde Sakurajima flere betydelige udbrud. Vulkansk aktivitet fortsatte ind i 2013. Fotograf Martin Rietze fangede et sjældent billede af lyn i askefanen i januar 2013 under en magmaudslyngning, som var udvalgt som dagens NASA-astronomibillede i marts 2013.
Den 18. august 2013 havde vulkanen et udbrud fra Showa-krateret og producerede den højeste registrerede askefane siden 2006, der steg til 5.000 meter og forårsagede mørke og betydelige askenedfald i den centrale del af Kagoshima by. Udbruddet skete klokken 16:31 og var årets udbrud nummer 500.
I august 2015 udsendte Japans meteorologiske agentur en advarsel på niveau 4, som opfordrer indbyggerne til at forberede sig på at evakuere. Forskere advarede om at et stort udbrud snart kunne finde sted ved vulkanen. Det kom omkring kl. 20.00 den 5. februar 2016.
Efter en lang pause med udbrud ved åbningen stoppede udbruddene brat der og vendte tilbage til Showa-krateret den 4. april 2016, omkring 8-9 dage før et større jordskælv på den tektoniske medianlinje nær Kumamoto, Japan. Så, tre måneder senere, den 26. juli, spyede den vulkansk aske 5 km op i luften.
Den 3. oktober 2020 kl. 07:35 UTC brød vulkanen ud igen, denne gang fra Aira-calderaen. En meddelelse til luftfarten om vulkansk aske blev udstedt af Volcanic Ash Advisory Centre Tokyo (VAAC) kl. 07:43 UTC, om at askeskyen var stationær og nåede FL100 (10.000 fod).
Den 24. juli 2022, kl. 20:05 JST, skete der et eksplosivt udbrud ved vulkanens topkrater, og aske spredte sig op til 2,5 km fra krateret. Efter dette udbrud, kl. 20:50 JST, hævede det japanske meteorologiske agentur udbrudsalarmsniveauet fra niveau 3 til niveau 5, det højeste niveau, og opfordrede til maksimale forholdsregler og evakuering. Dette var første gang en udbrudsalarm på niveau 5 er blevet udstedt for Sakurajima.

## Tidslinje
- Udbrud i 1914
- Udbrud i 1974
- Rumradarbillede af Sakurajima i 1994
- 2004
- 2009
- 2010
- Udbrud 2013-09-23
- Et tryk af Sakurajima af Hiroshige
- Sakurajima fra en færge i Kagoshima-bugten, 2019-07-01
- Set fra et fly i 2009
- Satellitvisning i januar 2020
- april 2021